# World Games 2025/Jiu Jitsu
Bei den World Games 2025 in Chengdu wurden vom 10. bis 12. August 19 Wettbewerbe im Jiu Jitsu ausgetragen. Austragungsort war Jianyang Cultural and Sports Centre Gymnasium in Jianyang.

## Bilanz

### Medaillenspiegel
| Platz  | Land                         | Gold | Silber | Bronze | Gesamt |
| ------ | ---------------------------- | ---- | ------ | ------ | ------ |
| 1      | Thailand                     | 3    | –      | 1      | 4      |
| 2      | Israel                       | 2    | 2      | 1      | 5      |
| 3      | Deutschland                  | 2    | 1      | 1      | 4      |
| 4      | Südkorea                     | 2    | –      | 1      | 3      |
| 5      | Italien                      | 1    | 2      | 2      | 4      |
| 6      | Vereinigte Arabische Emirate | 1    | 2      | 1      | 4      |
| 7      | Kasachstan                   | 1    | 1      | 2      | 4      |
| 8      | China                        | 1    | 1      | –      | 2      |
| 8      | Dänemark                     | 1    | 1      | –      | 2      |
| 8      | Frankreich                   | 1    | 1      | –      | 2      |
| 11     | Ungarn                       | 1    | –      | 2      | 3      |
| 12     | Belgien                      | 1    | –      | –      | 1      |
| 12     | Schweden                     | 1    | –      | –      | 1      |
| 12     | Ukraine                      | 1    | –      | –      | 1      |
| 15     | Kanada                       | –    | 2      | –      | 2      |
| 15     | Österreich                   | –    | 2      | –      | 2      |
| 17     | Niederlande                  | –    | 1      | 2      | 3      |
| 18     | Mongolei                     | –    | 1      | –      | 1      |
| 18     | Philippinen                  | –    | 1      | –      | 1      |
| 18     | Portugal                     | –    | 1      | –      | 1      |
| 21     | Brasilien                    | –    | –      | 1      | 1      |
| 21     | Frankreich                   | –    | –      | 1      | 1      |
| 21     | Kolumbien                    | –    | –      | 1      | 1      |
| 21     | Mexiko                       | –    | –      | 1      | 1      |
| 21     | Montenegro                   | –    | –      | 1      | 1      |
| 21     | Saudi-Arabien                | –    | –      | 1      | 1      |
| Gesamt | Gesamt                       | 19   | 19     | 19     | 42     |

### Medaillengewinner
Männer
| Disziplin       | Gold                     | Silber                      | Bronze                   |
| --------------- | ------------------------ | --------------------------- | ------------------------ |
| Fighting –62 kg | Bohdan Mochulskyj (UKR)  | Ecco van der Veer (NED)     | Aslan Kanatbek (KAZ)     |
| Fighting –69 kg | Abu-Bakir Zhanibek (KAZ) | Farid Ben Ali (FRA)         | Erasmo Pagano (ITA)      |
| Fighting –77 kg | Lucas Andersen (DEN)     | Nursultan Duisenkulov (KAZ) | Boy Vogelzang (NED)      |
| Ne-waza –69 kg  | Florian Bayili (BEL)     | Mohamed al-Suwaidi (UAE)    | Joo Seong-hyeon (KOR)    |
| Ne-waza –77 kg  | Nimrod Ryeder (ISR)      | Mahdi al-Awlaqi (UAE)       | Seiilkhan Bolatbek (KAZ) |
| Ne-waza –85 kg  | Saeed al-Kubaisi (UAE)   | Pedro Ramalho (POR)         | Abdullah Nada (KSA)      |
| Ne-waza offen   | Nimrod Ryeder (ISR)      | Nathan dos Santos (CAN)     | Mohamed al-Suwaidi (UAE) |

Frauen
| Disziplin       | Gold                  | Silber                | Bronze                        |
| --------------- | --------------------- | --------------------- | ----------------------------- |
| Fighting –52 kg | Estelle Gaspard (FRA) | Antonella Farne (ITA) | Nuchanat Singchalad (THA)     |
| Fighting –57 kg | Sophie Buscher (GER)  | Rebekka Dahl (DEN)    | Géneviève Bogers (NED)        |
| Fighting –63 kg | Orapa Senatham (THA)  | Chiara Fiorelli (ITA) | Franziska Freudenberger (GER) |
| Ne-waza –52 kg  | Im Eon-ju (KOR)       | Jenna Napolis (PHI)   | Pnina Aronov (ISR)            |
| Ne-waza –57 kg  | Astrid Scholin (SWE)  | Felicia Marceau (CAN) | Alexa Tóth (HUN)              |
| Ne-waza –63 kg  | Sung Ki-ra (KOR)      | Meshi Rosenfeld (ISR) | Stéphanie Faure (FRA)         |
| Ne-waza offen   | Tamara Tőrös (HUN)    | Meshi Rosenfeld (ISR) | Alexa Tóth (HUN)              |

Mixed
| Disziplin                             | Gold                                         | Silber                                                  | Bronze                                    |
| ------------------------------------- | -------------------------------------------- | ------------------------------------------------------- | ----------------------------------------- |
| Duo Show offen                        | Warut Netpong / Charatchai Kitpongsri (THA)  | Johannes Horak / Gernot Riegl (AUT)                     | Stefan Vukotić / Lidija Caković (MNE)     |
| Duo Mannschaft offen                  | Lalita Yuennan / Warawut Saengsriruang (THA) | Johannes Horak / Gernot Riegl (AUT)                     | Salah Ben Brahim / Elisa Marcantoni (ITA) |
| Duo mit körperlicher Beeinträchtigung | Li Yucai / Guo Ao (CHN)                      | Alessandro Schober / Christine Jahn (GER)               | Manuel Cisneros / José Moreno (MEX)       |
| Duo mit Sehbehinderung                | Nike Hünecke / Julia Paskiewicz (GER)        | Pan Tianyou / Wang Weqiang (CHN)                        | Jeison Camilo / Edgar Castillo (COL)      |
| Duo mit geistiger Behinderung         | Pietro Napoli / Giovanni Napoli (ITA)        | Olonbajaryn Lchamsürengiin / Ulziibat Ganganmurun (MGL) | Marcus Madruga / Mário Oliveira (BRA)     |